# Dunaújváros Gorillaz
Gli Dunaújváros Gorillaz sono stati una squadra di football americano di Dunaújváros, in Ungheria; fondati nel 2007, hanno vinto 3 Pannon Bowl e hanno chiuso nel 2022.

## Dettaglio stagioni

### Tornei nazionali

#### Campionato

##### HFL/Divízió I (primo livello)
| Stagione | regular season | regular season | regular season | regular season | regular season | regular season | playoff | playoff | playoff | playoff | playoff | playoff    | playoff            |
|          | Vin            | Par            | Per            | Tot            | PF             | PS             | Vin     | Per     | Tot     | PF      | PS      | risultato  | avversaria         |
| -------- | -------------- | -------------- | -------------- | -------------- | -------------- | -------------- | ------- | ------- | ------- | ------- | ------- | ---------- | ------------------ |
| 2010     | 4              | 0              | 2              | 6              | 123            | 74             | -       | -       | -       | -       | -       | -          | -                  |
| 2011     | 6              | 0              | 0              | 6              | 148            | 35             | 0       | 1       | 1       | 14      | 16      | Semifinale | Békéscsaba Raptors |
| 2017     | 1              | 0              | 4              | 5              | 74             | 98             | -       | -       | -       | -       | -       | -          | -                  |
| 2018     | 0              | 0              | 7              | 7              | 60             | 161            | -       | -       | -       | -       | -       | -          | -                  |
| 2020     | 0              | 0              | 3              | 3              | 14             | 103            | -       | -       | -       | -       | -       | -          | -                  |
| Totale   | 11             | 0              | 16             | 27             | 419            | 471            | 0       | 1       | 1       | 14      | 16      |            |                    |

Fonti: Enciclopedia del Football - A cura di Massimo Mezzetti

##### Divízió II (secondo livello)/Divízió I (secondo livello)
| Stagione | regular season | regular season | regular season | regular season | regular season | regular season | playoff | playoff | playoff | playoff | playoff | playoff     | playoff             |
|          | Vin            | Par            | Per            | Tot            | PF             | PS             | Vin     | Per     | Tot     | PF      | PS      | risultato   | avversaria          |
| -------- | -------------- | -------------- | -------------- | -------------- | -------------- | -------------- | ------- | ------- | ------- | ------- | ------- | ----------- | ------------------- |
| 2008     | 3              | 0              | 2              | 5              | 57             | 73             | -       | -       | -       | -       | -       | -           | -                   |
| 2009     | 4              | 0              | 0              | 4              | 113            | 7              | 3       | 0       | 3       | 72      | 10      | Campioni    | Zala Predators      |
| 2012     | 5              | 0              | 0              | 5              | 144            | 78             | 2       | 0       | 2       | 76      | 15      | Campioni    | Békéscsaba Raptors  |
| 2013     | 5              | 0              | 1              | 6              | 183            | 54             | 1       | 1       | 2       | 49      | 12      | Pannon Bowl | Budapest Cowboys    |
| 2014     | 4              | 0              | 0              | 4              | 137            | 35             | 0       | 1       | 1       | 10      | 20      | Semifinale  | Újpest Bulldogs     |
| 2015     | 4              | 0              | 1              | 5              | 137            | 48             | 1       | 1       | 2       | 44      | 35      | Pannon Bowl | Eger Heroes         |
| 2016     | 6              | 0              | 0              | 6              | 247            | 40             | 2       | 0       | 2       | 63      | 8       | Campioni    | Debrecen Gladiators |
| 2019     | 3              | 0              | 3              | 6              | 158            | 128            | 0       | 1       | 1       | 7       | 21      | Semifinale  | Eger Heroes         |
| Totale   | 34             | 0              | 7              | 41             | 1176           | 463            | 9       | 4       | 13      | 321     | 121     |             |                     |

Fonti: Enciclopedia del Football - A cura di Massimo Mezzetti

##### Divízió II (terzo livello)
| Stagione | regular season | regular season | regular season | regular season | regular season | regular season | playoff | playoff | playoff | playoff | playoff | playoff    | playoff         |
|          | Vin            | Par            | Per            | Tot            | PF             | PS             | Vin     | Per     | Tot     | PF      | PS      | risultato  | avversaria      |
| -------- | -------------- | -------------- | -------------- | -------------- | -------------- | -------------- | ------- | ------- | ------- | ------- | ------- | ---------- | --------------- |
| 2021     | 2              | 0              | 3              | 5              | 96             | 115            | -       | -       | -       | -       | -       | -          | -               |
| 2022     | 3              | 0              | 1              | 4              | 125            | 12             | 0       | 1       | 1       | 13      | 52      | Semifinale | Újpest Bulldogs |
| Totale   | 5              | 0              | 4              | 9              | 221            | 127            | 0       | 1       | 1       | 13      | 52      |            |                 |

Fonti: Enciclopedia del Football - A cura di Massimo Mezzetti

### Riepilogo fasi finali disputate
| Anno           | Luogo | Evento     | Fase del torneo | Incontro                                   | Risultato |
| 11 luglio 2009 |       | Divízió II | Pannon Bowl     | Dunaújváros Gorillaz - Zala Predators      | 10 - 0    |
| 2 luglio 2011  |       | Divízió I  | Semifinale      | Dunaújváros Gorillaz - Békéscsaba Raptors  | 14 - 16   |
| 14 luglio 2012 |       | Divízió I  | Pannon Bowl     | Dunaújváros Gorillaz - Békéscsaba Raptors  | 34 - 3    |
| 13 luglio 2013 |       | Divízió I  | Pannon Bowl     | Dunaújváros Gorillaz - Budapest Cowboys    | 6 - 12    |
| 2014           |       | Divízió I  | Semifinale      | Dunaújváros Gorillaz - Újpest Bulldogs     | 10 - 20   |
| 11 luglio 2015 |       | Divízió I  | Pannon Bowl     | Dunaújváros Gorillaz - Eger Heroes         | 16 - 19   |
| 10 luglio 2016 |       | Divízió I  | Pannon Bowl     | Dunaújváros Gorillaz - Debrecen Gladiators | 28 - 8    |
| 29 giugno 2019 |       | Divízió I  | Semifinale      | Eger Heroes - Dunaújváros Gorillaz         | 21 - 7    |
| 17 giugno 2022 |       | Divízió II | Semifinale      | Dunaújváros Gorillaz - Újpest Bulldogs     | 13 - 52   |

## Palmarès
- 3 Pannon Bowl (2009, 2012, 2016)